# Wirtschaftswoche
A Wirtschaftswoche (saját írásmód WirtschaftsWoche ill. WiWo - jelentése Heti Gazdaság) német gazdasági hetilap és 1926-ban alapították Deutscher Volkswirt (Német közgazdász) néven. A Handelsblatt kiadói csoport adja ki és 2006-ig csütörtökönként jelent meg, 2006. március 6-a óta hétfőnként jelenik meg, de az előfizetők már szombaton hozzájuthatnak az újsághoz.
Az eladott példányszám 120 205. A főszerkesztő Beat Balzli.